# Mahmudiya District
Mahmudiya District är ett distrikt i Irak.   Det ligger i provinsen Bagdad, i den centrala delen av landet, 30 km söder om huvudstaden Bagdad.